# Лункою-де-Сус
Лункою-де-Сус (рум. Luncoiu de Sus) — село у повіті Хунедоара в Румунії. Входить до складу комуни Лункою-де-Жос.
Село розташоване на відстані 314 км на північний захід від Бухареста, 22 км на північ від Деви, 99 км на південний захід від Клуж-Напоки, 126 км на схід від Тімішоари.

## Населення
За даними перепису населення 2002 року у селі проживали 465 осіб, усі — румуни. Рідною мовою 464 особи (99,8%) назвали румунську.